# 神戸市立五位の池小学校
神戸市立五位の池小学校（こうべしりつ ごいのいけしょうがっこう）は、兵庫県神戸市長田区五位ノ池町2丁目に所在する公立小学校。

## 沿革
- 1961年（昭和36年）4月1日 - 神戸市立蓮池小学校と神戸市立板宿小学校から分離して開校。

## 通学区域と進学先中学校
神戸市長田区
- 神戸市立高取台中学校
  - 大谷町3丁目[2]、五位ノ池町1 - 4丁目、平和台町1 - 3丁目、高取山町1丁目(1番を除く)・2丁目、高取山町、長尾町1 - 2丁目
- 神戸市立西代中学校
  - 大谷町2丁目[3]・3丁目[4]

## 交通
- 山陽電気鉄道・神戸市営地下鉄 板宿駅より北東800m
- 神戸市バス 11系統「育英高校前」より

## 校区内の主な施設
- 育英高等学校
- 五位の池こども園

## 通学区域が隣接している学校
- 神戸市立丸山ひばり小学校
- 神戸市立長田小学校
- 神戸市立池田小学校
- 神戸市立蓮池小学校
- 神戸市立板宿小学校
- 神戸市立妙法寺小学校